# Geringde vaalhoed
De geringde vaalhoed (Hebeloma radicosum) is een schimmel in de familie Hymenogastraceae. Hij vormt ectomycorrhiza. Vruchtlichamen zijn te herkennen aan de taps toelopende wortelachtige steelbasis, evenals aan de amandelachtige geur. Hij komt voor in loofbossen op voedselrijke klei of leem, soms ook op zand. Hij komt voor bij beuk, eik, berk en is vaak via wortelende steel verbonden met muizengangen, mollenlatrines, wespennesten, etc. Vruchtlichamen komen voor in de herfst.

## Kenmerken

### Uiterlijke kenmerken
Hoed
De hoed heeft een diameter van 6 tot 9 cm. In vochtige omstandigheden is de hoed gelatineus.
Steel
De steel heeft een lengte van 50 tot 80 mm en een dikte van 10 tot 15 mm.
Geur en smaak
Het vlees is wit en ruikt naar zwet met een geur van amandelen.
Sporenprint
De sporenprint is saai bruin.

### Microscopische kenmerken
De sporen zijn amandelvormig, fijnwrattig en meten (8.7) 9.0–13.7 × 5.0–7.2 (8.0). De cheilocystidia zijn dunawndig en hyaliene.

## Verspreiding
De geringde vaalhoed komt voor in Japan, Europa en Noord-Amerika. In Nederland komt hij matig algemeen voor. Hij staat op de rode lijst in de categorie 'Bedreigd'.